# هوبستون
هوبستون (إلينوي) (بالإنجليزية: Hoopeston, Illinois)‏ هي مدينة تقع في الولايات المتحدة في مقاطعة فيرميليون، إلينوي. يقدر عدد سكانها بـ 5,351 نسمة وترتفع عن سطح البحر 221 متر.

## التركيبة السكانية
حدّد مكتب تعداد الولايات المتحدة بيانات التركيبة السكانية لهوبستون في تعداد الولايات المتحدة. في ما يلي، التركيبة السكانية حسب تعدادي 2000 و2010.

### تعداد عام 2000
بلغ عدد سكان هوبستون 5,965 نسمة بحسب تعداد عام 2000، وبلغ عدد الأسر 2,297 أسرة وعدد العائلات 1,499 عائلة مقيمة في المدينة. في حين سجلت الكثافة السكانية 624.6 نسمة لكل كيلومتر مربع (1,617.7/ميل2). وبلغ عدد الوحدات السكنية 2,520 وحدة بمتوسط كثافة قدره 263.9 لكل كيلومتر مربع (683.5/ميل2).
وتوزع التركيب العرقي للمدينة بنسبة 91.79% من البيض و0.82% من الأمريكيين الأفارقة و0.28% من الأمريكيين الأصليين و0.13% من الأمريكيين ذوي الأصول الآسيوية و5.60% من الأعراق الأخرى و1.37% من عرقين مختلطين أو أكثر و8.38% من الهسبانيون أو اللاتينيون من أي عرق.
بلغ عدد الأسر 2,297 أسرة كانت نسبة 33.5% منها لديها أطفال تحت سن الثامنة عشر تعيش معهم، وبلغت نسبة الأزواج القاطنين مع بعضهم البعض 50.5% من أصل المجموع الكلي للأسر، ونسبة 11.4% من الأسر كان لديها معيلات من الإناث دون وجود شريك، بينما كانت نسبة 3.3% من الأسر لديها معيلون من الذكور دون وجود شريكة وكانت نسبة 34.7% من غير العائلات. تألفت نسبة 31.2% من أصل جميع الأسر من عدة أفراد يعيشون في نفس المنزل ونسبة 16.6% كانت تتألف من شخص يعيش بمفرده يبلغ من العمر 65 عاماً أو أكثر. وبلغ متوسط حجم الأسرة المعيشية 2.44، أما متوسط حجم العائلات فبلغ 3.04.
بلغ العمر الوسطي للسكان 39.8 عاماً. وكانت نسبة 24.8% من القاطنين تحت سن الثامنة عشر، وكانت نسبة 8.3% بين الثامنة عشر والرابعة والعشرين عاماً، ونسبة 23.8% كانت واقعةً في الفئة العمرية ما بين الخامسة والعشرين والرابعة والأربعين عاماً، ونسبة 21.6% كانت ما بين الخامسة والأربعين والرابعة والستين، ونسبة 15.5% كانت ضمن فئة الخامسة والستين عاماً فما فوق. يوجد لكل 100 أنثى 91.6 ذكر، ويوجد لكل 100 أنثى في الثامنة عشر من عمرها فما فوق 87.5 ذكر.
بلغ متوسط دخل الأسرة في المدينة 31,947 دولارًا، أما متوسط دخل العائلة فبلغ 39,368 دولارًا. وكان متوسط دخل الذكور 31,656 دولارًا مقابل 20,474 دولارًا للإناث. وسجل دخل الفرد الخاص بالمدينة 15,055 دولارًا. وكانت نسبة 12.3% من العائلات ونسبة 13.8% من السكان تحت خط الفقر، وكان من هؤلاء نسبة 16.5% تحت سن الثامنة عشر ونسبة 11.7% في الخامسة والستين من العمر وما فوق.

### تعداد عام 2010
بلغ عدد سكان هوبستون 5,351 نسمة بحسب تعداد عام 2010، وبلغ عدد الأسر 2,238 أسرة وعدد العائلات 1,385 عائلة مقيمة في المدينة. في حين سجلت الكثافة السكانية 560.3 نسمة لكل كيلومتر مربع (1,451.2/ميل2). وبلغ عدد الوحدات السكنية 2,529 وحدة بمتوسط كثافة قدره 264.8 لكل كيلومتر مربع (685.8/ميل2).
وتوزع التركيب العرقي للمدينة بنسبة 92.92% من البيض و0.95% من الأمريكيين الأفارقة و0.47% من الأمريكيين الأصليين و0.28% من الأمريكيين ذوي الأصول الآسيوية و4.06% من الأعراق الأخرى و1.33% من عرقين مختلطين أو أكثر و10.13% من الهسبانيون أو اللاتينيون من أي عرق.
بلغ عدد الأسر 2,238 أسرة كانت نسبة 31.1% منها لديها أطفال تحت سن الثامنة عشر تعيش معهم، وبلغت نسبة الأزواج القاطنين مع بعضهم البعض 43.7% من أصل المجموع الكلي للأسر، ونسبة 13.5% من الأسر كان لديها معيلات من الإناث دون وجود شريك، بينما كانت نسبة 4.7% من الأسر لديها معيلون من الذكور دون وجود شريكة وكانت نسبة 38.1% من غير العائلات. تألفت نسبة 33.7% من أصل جميع الأسر من عدة أفراد يعيشون في نفس المنزل ونسبة 17.1% كانت تتألف من شخص يعيش بمفرده يبلغ من العمر 65 عاماً أو أكثر. وبلغ متوسط حجم الأسرة المعيشية 2.36، أما متوسط حجم العائلات فبلغ 2.99.
بلغ العمر الوسطي للسكان 40.8 عاماً. وكانت نسبة 24.9% من القاطنين تحت سن الثامنة عشر، وكانت نسبة 7.2% بين الثامنة عشر والرابعة والعشرين عاماً، ونسبة 22.1% كانت واقعةً في الفئة العمرية ما بين الخامسة والعشرين والرابعة والأربعين عاماً، ونسبة 26.8% كانت ما بين الخامسة والأربعين والرابعة والستين، ونسبة 18.9% كانت ضمن فئة الخامسة والستين عاماً فما فوق. وتوزع التركيب الجنسي للسكان بنسبة 46.3% ذكور و53.7% إناث.